# فانوس‌ماهی خال‌خالی
فانوس‌ماهی خال‌خالی (نام علمی: Myctophum punctatum) نام یک گونه از تیره فانوس‌ماهی است.